# Euxootera cocncolor
Euxootera cocncolor är en fjärilsart som beskrevs av Emilio Berio 1972. Euxootera cocncolor ingår i släktet Euxootera och familjen nattflyn. Inga underarter finns listade i Catalogue of Life.